# Gunnar Ekwall (ingenjör)

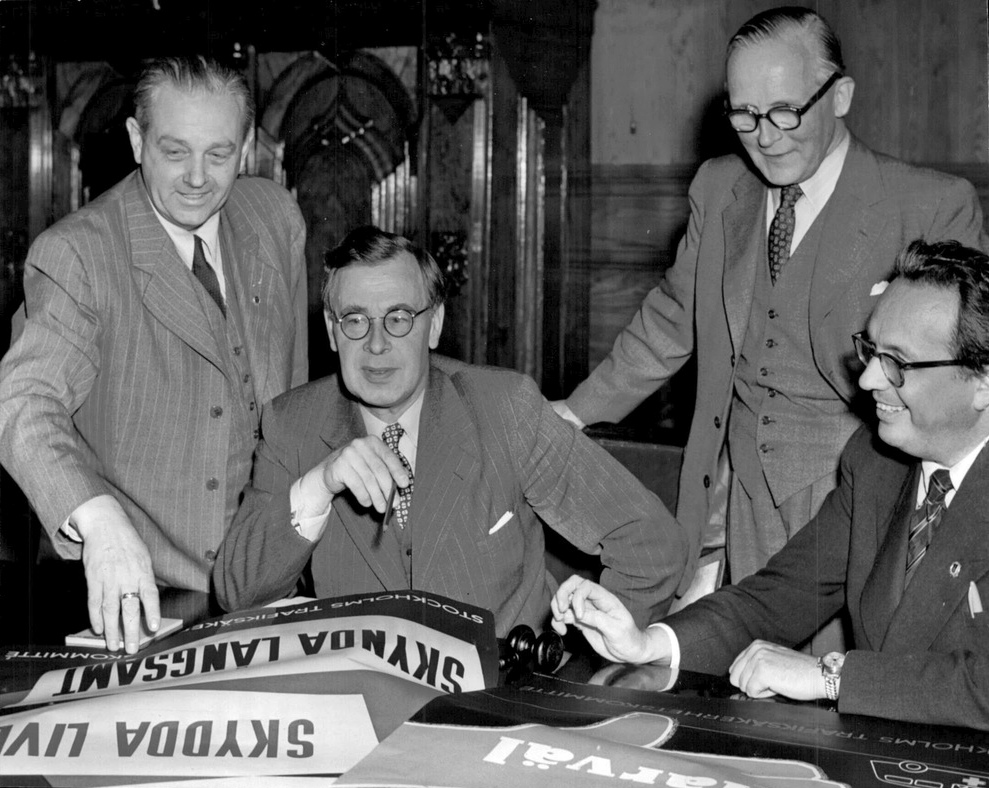
Gunnar Ekwall (stående till höger) diskuterar Stockholms trafikproblem med Simon Fredriksson, Erik Forsselius och Helge Berglund, september 1952.

Per Gunnar Ekwall, född 17 november 1886 i Stockholm, död 10 januari 1954, var en svensk väg- och vattenbyggnadsingenjör.
Ekwall blev löjtnant i Väg- och vattenbyggnadskåren 1916, kapten 1924 och major 1938. Han var avdelningsingenjör vid Trollhätte kraftverksbyggnader 1918–20, vid Stockholms frihamnsbolag 1920 och blev arbetschef där 1924. Han blev förste ingenjör vid Stockholms stads gatukontor 1929, överingenjör där 1931 och slutligen gatudirektör där.